# Ermita de Santa Isabel (Canet lo Roig)
La ermita de Santa Isabel de Canet lo Roig (provincia de Castellón, España) está situada a poco más de un kilómetro de la villa, en dirección sur, a orillas del barranco de Les Planes y en la proximidad de la carretera proveniente de la Jana y es de origen medieval. 
Consta de una sola nave, cubierta con bóveda de cañón apuntado, contrarrestando los empujes de la cubierta, fuertes estribos. Antepuesto a la nave se halla un pequeño átrio porticado y una fachada extremadamente modesta, de laja y sillarejo, que apenas deja adivinar la finalidad auténtica de la edificación.
La cubierta exterior es a dos aguas. 
Está construida en mampostería y sillarejo, y su portada, situada a los pies, es de medio punto.